# Außer Rand und Band
Außer Rand und Band (Originaltitel: Rock Around the Clock) ist ein US-amerikanischer Schwarz-Weiß-Film, der in den USA am 21. März 1956 in die Kinos kam. Regie führte Fred F. Sears. Die Hauptrollen in diesem ersten Rock-’n’-Roll-Film der Geschichte spielten zwar Johnny Johnston, Lisa Gaye und Alix Talton, vornehmlich geht es in der Story jedoch um Bill Haley & His Comets und den Siegeszug des Rock & Roll.
Dieser erste Rock-’n’-Roll-Film hatte im Herbst 1956 erhebliche gesellschaftliche Außenwirkungen in vielen westlichen Ländern sowie in Australien und Südamerika. Im Nachkriegsdeutschland hatte zuvor nur Hildegard Knefs Film Die Sünderin 1951 für mehr Aufsehen gesorgt.

## Entstehungsgeschichte
Auf dem amerikanischen Musikmarkt gab es seit Sommer 1954, seit Bill Haley mit einer kraftvollen Rock-’n’-Roll-Version des R&B-Klassikers Shake, Rattle and Roll von Jesse Stone seinen ersten Millionenseller hatte, eine neue rasante Entwicklung. Viele weiße Musiker wollten auch an dem Trend partizipieren und mit Coverversionen schwarzer R&B-Künstler auf dem traditionell weißen Musikmarkt erfolgreich durchstarten, aber keiner war in dieser Zeit so erfolgreich wie Bill Haley. Sein seit 1951 entwickeltes Rhythmuskonzept mit der Betonung des zweiten und vierten Rhythmusschlages, die stilistische Verbindung von Country-Musik und R&B, die abwechselnden Solos der E-Gitarre und des Saxophons sowie sein typischer eindringlicher Gesang, bis dahin nur bei Aufnahmen schwarzer Musiker zu hören, war der Grundstein für Bill Haleys damals sensationellen Erfolg. Als sich dann im Sommer 1955 Rock Around the Clock für 8 Wochen auf Nummer 1 bei den nationalen Charts festsetzte und kurze Zeit später Produzent Milt Gabler einen Rekordumsatz von 5½ Millionen Haley-Platten vermelden konnte, reagierte auch Hollywood auf die von Haleys Musik ausgelöste Teenager-Rebellion und neue Entwicklung auf dem Musikmarkt.
Sam Katzman von Columbia Pictures war der Erste und konnte bei der New Yorker Theater Agentur Jolly-Joyce im November 1955 sehr kurzfristig für seinen geplanten Musikfilm Bill Haley & His Comets ab Januar 1956 für 3 Wochen unter Vertrag nehmen. Der Preis für die Auslösung des auf über ein Jahr ausgebuchten Erfolgsensembles war entsprechend. So musste Katzman zusätzlich zu Bill Haley auch Freddie Bell & His Bellboys sowie die südamerikanische Combo des Tony Martinez buchen und sie in den geplanten ersten Rock-’n’-Roll-Film der Geschichte mit einbauen.
Die Platters, als aufstrebende junge Vocal-Gruppe von Buck Ram am Vorbild der Ink Spots etabliert, hatten in der zweiten Jahreshälfte 1955 ihre ersten großen nationalen Schallplattenerfolge mit Only You und The Great Pretender auf dem Label Mercury Records. Diese Top-Ten-Platzierungen führten dazu, dass Sam Katzman die Platters für seinen ersten Rock-’n’-Roll-Film engagierte und die Platters sich in der Folge auch international durchsetzten.
Elvis Presley war dagegen zu diesem Zeitpunkt der breiten Öffentlichkeit in den USA noch nicht bekannt und hatte auch noch keine Top-Ten-Platzierung. Erst 2 Monate später, am 28. Januar 1956, wurde er und sein erster RCA-Titel Heartbreak Hotel in der Tommy and Jimmy Dorsey Stage Show dem amerikanischen Fernsehpublikum vorgestellt, da waren die Musikszenen für den ersten Rock-’n’-Roll-Film der Geschichte aber bereits abgedreht.

## Planung und Kosten
Columbia Pictures genehmigte Sam Katzman für diese B-Movie-Produktion ein Budget von 300.000 Dollar, davon bekamen allein Alan Freed und Bill Haley je 20.000 Dollar Gagenanteil. Haley wurde die Darbietung von insgesamt acht seiner bei Decca Records eingespielten Erfolgshits sowie ein Liveauftritt mit seinem Instrumentaltitel Rudy’s Rock zugestanden.
Das Drehbuch über den Werdegang des Haley-Ensembles mussten Robert E. Kent und James B. Gordon in Anlehnung an Bill Haleys Vorgaben in nur 13 Tagen fertigstellen. Aus dem Ort Booth’s Corner, wo Haleys Musik bereits in den frühen 1950er-Jahren die Teenager begeisterte, wurde im Film das Farmerdorf Strawberry Springs und Bill Haleys Entdecker und Förderer Jimmy Myers wurde laut Drehbuch im Film der Musikmanager Steve Hollis, der als Erster das Potential dieser im Film agierenden Amateurmusiker erkannte. Die eigentliche Filmhandlung, Annäherung und Liebe zwischen Steve Hollis und der Solotänzerin Lisa Johns sowie Eifersuchtsszenen und -aktionen zwischen einer gewissen Corinne Talbot, Chefin einer führenden Konzertagentur in New York, und Steve Hollis, waren später für das Kinopublikum eigentlich nur Nebensache, die ersten visuellen Rock-’n’-Roll-Präsentationen von Bill Haley & His Comets auf der Leinwand sowie die Auftritte der Vocalgruppe The Platters, Freddie Bell & His Bellboys und Alan Freed begeisterten das Publikum.
Der Beginn der Aufnahmen in den Columbia Studios Hollywood war der 6. Januar 1956. Die Musik- und Tanzszenen waren bereits nach 3 Wochen „im Kasten“, nach Abschluss der übrigen Dreh- und Cutarbeiten fand am 14. März in Washington D.C. die Premiere statt. Eine Woche später, am 21. März, lief Rock Around the Clock dann bundesweit in den Kinos der amerikanischen Großstädte an.

## Handlung
Die letzte Tournee des Musikmanagers Steve Hollis ist ein glatter Reinfall. So gut wie kein Mensch interessiert sich noch für die langweilige Tanzmusik seiner Kapelle und so kommt es eines Abends zum Eklat mit dem Kapellmeister, der natürlich den Misserfolg nicht an seiner Musik, sondern vielmehr an Hollis Unvermögen festmacht, die richtigen Clubs zu buchen. Die Wege trennen sich und Steve Hollis und sein Freund Corny, der Bassist dieser Kapelle, machen sich deprimiert auf den Weg nach New York. Ihr Wagen wird in der Nähe des Städtchens Strawberry Springs von einer Horde laut hupender und schreiender Teenager überholt. Der Hausmeister eines nahe gelegenen Motels erklärt ihnen auf Nachfrage, dass die jungen Leute doch samstagabends nicht ihren Tanz versäumen wollten. Das macht die beiden neugierig und so werden sie kurz darauf auf dem Tanzboden des Örtchens Zeuge atemberaubender Tanzakrobatik junger Paare nach einer völlig neuartigen Musik. Die Bandleader der agierenden Amateurkapelle aus ortsansässigen Mechanikern, Farmern und Handwerkern mit Namen Bill Haley kann ihre Neugier befriedigen. Er erklärt den Musikprofis, dass es sich bei seiner Musik um Rock ’n’ Roll handelt und dieser Rhythmus würde bekanntlich jede Krankheit heilen. Noch ziemlich konsterniert erleben sie anschließend den ersten Rock-’n’-Roll-Formationstanz von Lisa Johns und ihrem Bruder Jimmy nach den Klängen des Rock-a-Beatin’ Boogie.
Steve Hollis erkennt seine Chance und möchte die Band sofort engagieren, hat es aber zunächst mit der jungen Tänzerin Lisa zu tun, die die Finanzen der Band verwaltet. Er verliebt sich in sie und nach der vertraglichen Einigung, die mit einem Kuss besiegelt wird, eilt er sofort in New York zu einer alten Freundin, Corinne Talbot, jetzt Chefin einer der bedeutendsten Konzertagenturen Amerikas. Diese ahnt nach Steves Erzählungen jedoch, dass er nicht nur Interesse an einer erfolgreichen Vermittlung seiner neuen Band, sondern auch ein Auge auf die Tänzerin Lisa geworfen hat. Aus Eifersucht vermittelt sie Bill Haley & His Comets zu einem Abschlussball der vornehmen Mansfield-Schule und hofft auf einen Misserfolg bei den reichen und vornehmen Schülern. Sie wird enttäuscht, denn Bill Haleys Comets sowie Lisa mit ihrem Bruder Jimmy werden auch in dieser für sie ungewohnten Umgebung begeistert gefeiert.
Doch Corinne Talbot will es nicht wahrhaben und gefrustet lässt sie ihren alten Freund Steve wissen, dass sie eine solch verrückte Kapelle ihrer Kundschaft, den vornehmen Nachtclubs und Hotels in New York, nicht zumuten könnte. Doch dann erscheint Alan Freed auf der Bildfläche und gibt seinem alten Freund Steve und Bill Haley & His Comets in seinem West-River-Club eine Chance. Hier präsentiert sich auch gerade eine junge farbige Vocalgruppe namens The Platters, die mit ihrem neuen Lied Only You das Publikum begeistern. Bill Haleys Erfolg im West-River-Club ist durchschlagend und nachdem er New York erobert hat, schwenkt auch Corinne Talbot um und will die Band für eine Saison engagieren. Nun gibt aber Steve Hollis den Takt an und holt einen 3-Jahres-Vertrag heraus. Talbot willigt schließlich ein, jedoch nicht ohne sich wieder eine neue Gemeinheit einfallen zu lassen. Um ihren alten Freund Steve zu ärgern, schließt sie mit der Tänzerin Lisa ebenfalls einen Vertrag, in dem sich Lisa verpflichtet, während des dreijährigen Engagements nicht zu heiraten. Erstaunlicherweise ist Lisa sofort einverstanden und somit ist der Weg frei für ein vom TV im ganzen Land übertragenes Spitzenengagement der Haley-Band in San Francisco. Während der Übertragung des Finales mit Freddie Bell & His Bellboys, The Platters sowie Bill Haley & His Comets lässt Lisa das Publikum wissen, dass ihr Mann, Steve Hollis, für diese großartige Show verantwortlich ist. Während Bill Haley sein Rock Around The Clock anschlägt, wird Corinne Talbot von Steve darüber aufgeklärt, dass Klagen wegen Vertragsbruch zwecklos ist, da Lisa und er noch vor Vertragsunterzeichnung geheiratet haben. Corinne Talbot muss sich endlich geschlagen geben, kann sich jedoch endlich nach dem großartigen Erfolg der Show mit Bill Haleys Rock ’n’ Roll anfreunden. Sie hat immerhin das erfolgreichste Musikensemble der USA für 3 Jahre unter Vertrag.

## Titelmusik
Die bereits am 12. April 1954 bei Decca Records, New York, eingespielte Musikaufnahme Rock Around the Clock, gleichzeitig Namensgeber des Columbia-Films, entwickelte sich von 1955 bis zu Bill Haleys Europa-Tournee 1958 zu einem musikalischen „Sprengsatz“ und hält bis heute mehrere Rekorde. So wurde dieses Lied nicht nur zur „Marseillaise einer weltweiten Teenager-Revolution“ (Lillian Roxon) und läutete das musikalische Zeitalter des Rock ’n’ Roll ein, dieses Lied wurde auch als einziges Musikstück der Geschichte innerhalb eines Jahres als Titelmelodie in zwei amerikanischen Spielfilmen der Filmgesellschaften MGM und Columbia Pictures eingesetzt und insgesamt fünfmal in den Filmen Blackboard Jungle (Saat der Gewalt) 1955 und Rock Around the Clock 1956 verwendet. Das Lied war der Nummer-eins-Hit in den USA, Australien, Großbritannien, Deutschland (als einziger nicht-deutschsprachiger Titel) und in vielen europäischen Ländern und hält die Rekordmarke von insgesamt bis heute über 20 Millionen verkauften Tonträgern.

## Musikalische Einspielungen
Bill Haley & His Comets:
Rudy’s Rock
Mit Genehmigung von Decca-Records: Rock Around the Clock, See You Later, Alligator, Happy Baby, R-O-C-K, Mambo Rock, Razzle Dazzle, A.B.C. Boogie, Rock-A-Beatin’ Boogie
Freddie Bell & His Bellboys:
Giddy Up Ding Dong, We’re Gonna Teach You to Rock
The Platters:
Mit Genehmigung von Mercury-Records: Only You (And You Alone), The Great Pretender
Tony Martinez & His Latin Orchestra:
Cueros, Mambo Capri, Sad and Lonely, Codfish and Potatoes

## Gesellschaftliche Auswirkungen
Sam Katzmans erste Musikproduktion über den Rock ’n’ Roll war den Etablierten im damaligen Filmgeschäft keine besondere Auszeichnung wert. Dennoch erregte der Film aufgrund der seinerzeit als revolutionär empfundenen Musikdarbietungen der Haley-Band weltweit Aufsehen und war gleichzeitig ein Riesenerfolg für Columbia Pictures. Bill Haley, ein eher zurückhaltender und aufgrund seiner Sehbehinderung die Öffentlichkeit scheuender Bandleader und ehemaliger Musikdirektor einer Radiostation in Chester, Pennsylvania, wurde dank der weltweiten Verbreitung des Films der erste Star des Rock ’n’ Roll und bescherte seiner Plattenfirma Decca Records bis dahin nicht für möglich gehaltene Millionenumsätze. Die im Europa der 1950er Jahre fortschreitende Amerikanisierung der Jugendlichen hatte damit nach Micky Maus, Tarzan sowie den Leinwandidolen Marlon Brando und James Dean einen weiteren Höhepunkt erreicht. Der Film gab insbesondere der Nachkriegsjugend in ihrer Sehnsucht nach neuen Idealen endlich auch eine eigene musikalische Identität. Der im Film gezeigte wilde Rock-’n’-Roll-Tanz wurde von den Jugendlichen vor und in den Kinos, auf Jahrmärkten und in Spielhallen umso extremer ausgelebt, je mehr diese Musik als Teufelszeug und Negermusik von den etablierten Autoritäten und Hierarchien, auch in den Medien und der damaligen Unterhaltungsindustrie, abgelehnt wurde. Die Ablehnung in der deutschen Filmindustrie ging so weit, dass z. B. der Verlag Illustrierte Film-Bühne in ihrem Programmheft zu Außer Rand und Band mit keiner Silbe den Rock ’n’ Roll als eigentliche Spielhandlung des Streifens erwähnte. In ihrer Ablehnung vereinte sich erstmals auch das gesellschaftliche Establishment der älteren Bürger mit der bereits heranwachsenden Generation der Oberschicht, die als Jazzer und Anhänger von Glenn Miller, Louis Armstrong oder Duke Ellington diese neue Art amerikanischer Musik und ihre Anhänger nur abfällig belächelten und dem Rock ’n’ Roll ein kurzes Dasein prophezeiten.
Das Phänomen der sogenannten „Halbstarken“, nach heutigem Sprachgebrauch die Hooligans der 1950er Jahre, wurde ein breites mediales Thema in Presse und Rundfunk und erstmals von der bundesrepublikanischen Gesellschaft bewusst wahrgenommen. Die randalierenden Jugendlichen brachen während der Vorstellung ganze Stuhlreihen durch rhythmisches Wippen entzwei, warfen Gegenstände an die Leinwand und blockierten die Straßen vor den Kinos. Als Gegenmaßnahme schalteten viele Filmvorführer den Ton ab oder brachen die Vorstellung ganz ab. In Bremen und in einigen anderen westdeutschen Großstädten musste die Polizei sogar Wasserwerfer einsetzen, um die anhaltenden Krawalle in den Straßen vor den Kinos zu stoppen. Ebenfalls zu Krawallen kam es in Linz und Kopenhagen.
Beim Fortsetzungsfilm Außer Rand und Band Teil II sowie beim ersten Elvis-Film Love Me Tender im Jahre 1957 blieb es in und vor den Kinos weitgehend ruhig, der Rock ’n’ Roll hatte sich bereits etabliert. Erneute Übergriffe bzw. Aggressionen jugendlicher Halbstarker blieben aus.

## Synchronisation
Die deutsche Synchronbearbeitung wurde 1956 bei Ultra Film Synchron GmbH Berlin angefertigt. Synchronregie: Alfred Vohrer, Dialogbuch: Franz-Otto Krüger.
| Rolle          | Darsteller      | Synchronsprecher      |
| -------------- | --------------- | --------------------- |
| Steve Hollis   | Johnny Johnston | Gert Günther Hoffmann |
| Corinne Talbot | Alix Talton     | Elisabeth Ried        |
| Corny LaSalle  | Henry Slate     | Horst Niendorf        |
| Mike Dodd      | John Archer     | Erich Fiedler         |
| Alan Freed     | Alan Freed      | Arnold Marquis        |
| Bill Haley     | Bill Haley      | Alexander Welbat      |

## Kritiken
„Im Anschluss an eine Vorführung des Musikfilms ‚Außer Rand und Band‘ mit dem Rock ’n’ Roll-Star Bill Haley ziehen in Dortmund am 30. Dezember 1956 rund 4000 Jugendliche randalierend durch die Innenstadt. Sie belästigen Passanten und beschädigen mehrere PKW durch Steinwürfe. Die Polizei setzt Schlagstöcke und Wasserwerfer ein, um die Ausschreitungen zu beenden. In westdeutschen Städten kommt es immer häufiger zu derartigen Szenen. Nicht selten entstehen daraus Straßenschlachten zwischen sogenannten Halbstarken und der Polizei. Durch ihr aggressives Auftreten erregen die Halbstarken zunehmend den Zorn aufgeschreckter Bürger.“

„Rock ’n’ Roll hat in aller Welt den Ruf, nichts weiter als ein Lärm nach Noten zu sein. Daran ist eine gewisse Presse schuld. Guter Rock ’n’ Roll ist eine lustige Musik zum Tanzen. Nur glauben einige Leute, dass man sozusagen verpflichtet ist, dabei Krach zu schlagen. Sie verderben den guten Ruf dieser Musik.“

„Einsatz ihres Filmes ‚Außer Rand und Band‘ im 1100-Platz-Theater wurde größter Überraschungserfolg. Durch das Haus dröhnen Lachsalven, Beifallklatschen und rhythmisches Fußstapfen. Daran beteiligt sich nicht nur die Jugend, sondern auch begeistertes Familienpublikum. Ihr Film ist eine Bombe und zählt offenbar zu den drei Spitzengeschäften der Saison. Wir gratulieren.“

„Die anhaltene Begeisterung bringt das Programm unseres cinemas an der Hauptwache außer rand und band. Wir prolongieren in die 9. Woche. In der 8. Woche immer noch astronomische Zahlen. Wir gratulieren columbia zu diesem Erfolg.“

## Sonstiges
1956 wurde eine Fortsetzung mit dem Titel Don't Knock the Rock veröffentlicht. Außerdem erschien 1961 ein Remake mit Twist-Musik namens Twist Around the Clock. Auch bei der deutschen Synchronisation wurde an den Filmtitel des synchronisierten Originals angeknüpft, weswegen er im deutschsprachigen Raum als Außer Rand und Band mit Twist in die Kinos kam. 1962 erschien auch davon ein Sequel namens Don't Knock the Twist.